# 中国常驻国际海底管理局代表列表
本列表为中华人民共和国常驻国际海底管理局历任代表名录。

## 历任中国常驻国际海底管理局代表

### 中华人民共和国常驻国际海底管理局代表（1998年至今）
1998年，中国政府设置中国常驻国际海底管理局代表处，并任命驻牙买加大使兼任代表一职。
| 姓名   | 任命           | 到任           | 递交全权证书   | 免职           | 离任          | 外交衔级 | 外交职务 | 备注       |
| ------ | -------------- | -------------- | -------------- | -------------- | ------------- | -------- | -------- | ---------- |
| 李尚胜 | 1998年         |                |                |                | 1999年1月     | 大使     | 代表     | 驻牙买加兼 |
| 刘大群 | 1999年1月      |                |                | 2000年         | 2000年3月     | 大使     | 代表     | 驻牙买加兼 |
| 郭崇立 | 2000年         |                |                | 2003年1月2日   | 2003年3月     | 大使     | 代表     | 驻牙买加兼 |
| 赵振宇 | 2003年1月2日   | 2003年4月26日  | 2003年5月28日  | 2006年4月29日  | 2006年11月    | 大使     | 代表     | 驻牙买加兼 |
| 陈京华 | 2006年4月29日  | 2006年11月20日 | 2006年12月19日 | 2010年12月20日 | 2011年4月     | 大使     | 代表     | 驻牙买加兼 |
| 郑清典 | 2010年12月20日 | 2011年5月6日   | 2011年5月16日  | 2013年2月21日  | 2013年9月     | 大使     | 代表     | 驻牙买加兼 |
| 董晓军 | 2013年2月21日  | 2013年9月30日  | 2013年10月23日 | 2015年8月8日   | 2015年11月    | 大使     | 代表     | 驻牙买加兼 |
| 牛清报 | 2015年8月8日   | 2015年12月27日 | 2016年2月4日   |                | 2018年2月     | 大使     | 代表     | 驻牙买加兼 |
| 田琦   |                | 2018年3月19日  | 2018年4月5日   | 2022年3月14日  | 2022年3月28日 | 大使     | 代表     | 驻牙买加兼 |
| 陈道江 | 2022年3月14日  | 2022年5月30日  | 2022年7月7日   |                | 2025年6月     | 大使     | 代表     | 驻牙买加兼 |
| 王锦峰 | 2025年8月15日  | 2025年8月4日   |                | 现任           |               | 大使     | 代表     | 驻牙买加兼 |